# UFC 254
UFC 254: Khabib vs Gaethje var en MMA-gala anordnad av UFC. Den ägde rum 24 oktober 2020 på Fight Island i Abu Dhabi, Förenade Arabemiraten.

## Bakgrund
Huvudmatchen var en titelmatch mellan regerande lättviktsmästaren Chabib Nurmagomedov och interimmästaren Justin Gaethje. UFC hade kontrakterat trefaldige Bellatormästaren i lättvikt Michael Chandler. Han var inbokad som reserv och ersättare om någon av de två i huvudmatchen skulle falla från.
Trots att galan gick inför tomma läktare var tanken att hålla den här galan "prime time" lokal tid, så det tidiga underkortet började 18.15 GST (16.15 svensk tid) och huvudkortet 22.00 GST (20.00 svensk tid).

## Ändringar
Magomed Ankalaev och Ion Cuțelaba möttes vid  UFC Fight Night: Benavidez vs. Figueiredo där Ankalaev tilldömdes segern när domaren Kevin MacDonald mycket kontroversiellt stoppade matchen efter bara 38 sekunder i den första ronden. På grund av hur matchen slutade bokade UFC en returmatch till UFC 249 till dess ursprungliga datum 18 april 2020. Ankalaev tvingades dock dra sig ur matchen på grund av reserestriktioner i samband med coronapandemin. De bokades istället om till UFC 252 men då drog sig Cuțelaba ur efter att ha testats positiv för covid-19 så matchen bokades om till UFC Fight Night: Smith vs. Rakić 29 augusti 2020. Även inför den här matchningen testade Cuțelaba positivt för covid-19 och tvingades ställa in. De har nu bokats till den här galan.
En mellanviktsmatch mellan före detta mellanviktsmästaren Robert Whittaker och Jared Cannonier var planerad till UFC 248 men Whittaker drog sig ur den matchen av personliga skäl. De två har istället bokats in till den här galan.

### Invägning
Vid invägningen strömmad via Youtube vägde utövarna följande:
1. ↑  Álvarez missade invägningen och fick böta 30% av sin purse till sin motståndare[14]
2. ↑  Oliveira missade invägningen och fick böta 20% av sin purse till sin motståndare[14]

## Resultat

### Bonusar
Följande MMA-utövare fick bonusar om 50 000 USD vardera:
- Fight of the Night: Casey Kenney vs. Nathaniel Wood
- Performance of the Night: Magomed Ankalaev och Chabib Nurmagomedov